# UK Singles Chart
La UK Singles Chart es una recopilación por parte de The Official UK Charts Company en representación de la industria discográfica británica. La lista va de domingo a sábado y es recopilada los domingos por la tarde. La lista se publica impresa en la revista Music Week y en línea en Yahoo! Music UK. En torno a 6500 tiendas (de venta al por menor) contribuyen con los datos de sus ventas a confeccionar la lista cada semana, así como varias tiendas digitales de descargas musicales. La mayoría de los sencillos se ponen a la venta los lunes en el Reino Unido. Cuando se llega al número 1 en esta lista, se le entrega a un artista un trofeo con el logo del las listas, consiste en dos flechas señalando en lado opuesto, cuyas formas en el medio forman un 1, el trofeo de sencillos es plateado.

## La lista en la actualidad
La lista principal contiene los 200 sencillos más vendidos y descargados de la red, de los cuales solo los primeros 75 (el Top 75) son considerados parte de la lista oficial. Sin embargo, solo el Top 40 es de interés para el público en general. El Top 75 de sencillos y las listas de álbumes (incluidos los créditos de autor, productor, distribuidora y discográfica), además de otras listas de ventas se publican en la revista “Music Week”. Las listas completas, incluido el Top 200 de sencillos y el Top 200 de álbumes, se publican de forma independiente en el boletín informativo “Charts Plus” los miércoles.
Como reflejan las estadísticas del The Official UK Charts Company, a fecha 29 de julio de 2007, han encabezado el UK Singles Chart 1.035 sencillos. El número preciso es debatible debido a la variedad de listas de ventas que había entre los años 1950 y 1980, aunque la lista utilizada habitualmente es la aprobada por el libro Guiness llamado Guiness Book of British Hit Singles, y posteriormente adoptada por The Official UK Charts Company.
El Top 40 es y ha sido desde sus inicios “revelado” en primer lugar por BBC Radio 1, que emite cada domingo (16 – 19 horas) el Top 40, en orden inverso. Desde marzo de 2005, JK and Joel han presentado el programa. 
Una lista de ventas rival, Hit 40 UK, basada en ventas y tiempo en antena, se emite en más de 100 emisoras de radio independientes. 

## La era de Internet
La existencia de Internet ha provocado modificaciones en la lista a la hora de los criterios que requerían los sencillos para entrar en ella. En 2005, para la lista de ventas de la semana que terminaba el 16 de abril, se confeccionó la primera lista de sencillos combinando la venta de sencillos físicos y de descargas legales. Esta combinación de ambos tipos de venta reflejaba una era cambiante, donde la venta de sencillos bajaba al mismo tiempo que las descargas en Internet aumentaban.
En un principio, la Asociación Británica de Distribuidoras Discográficas (the British Association of Record Dealers) se mostraba preocupada porque la popularidad de las descargas estaba quitando negocio a la venta tradicional de música. También se quejaban de que si se incluían sencillos en la lista que no estaban disponibles en un formato material, podría confundir a los clientes, lo que afectaría a las tiendas. Pero se aceptaron esas nuevas reglas (incluir también las descargas legales en la lista) solo en el caso de que los sencillos tuvieran un equivalente físico que se vendiera en las tiendas al mismo tiempo. Sin embargo, al no haber ninguna regla que tratara sobre el número mínimo de discos necesarios para considerarlo ese “equivalente físico”, Gorillaz se aprovechó, y publicó solamente 300 copias en vinilo de su sencillo “Feel Good Inc.”el 12 de abril de 2005, un mes antes de su puesta en venta “oficial”. Eso le permitió situarse en el puesto 22 de la lista y permanecer en el Top 40 durante un período más largo.
Después de presionar por una parte de la industria musical, se llegó a un segundo compromiso en 2006, por el que solo se les permitía a las descargas entrar en la lista una semana antes de su puesta en venta “física”. Black Eyed Peas y Ne*Yo entraron, como resultado de este acuerdo, antes en la lista; y el 2 de abril de 2006, “Crazy” de Gnarls Barkley se convertía en la primera canción en llegar al número uno gracias solamente a las descargas. Girls Aloud se convertían en el primer artista/grupo británico en llegar al Top 10 solo con descargas con su “Something Kinda Ooooh”, entrando al número cinco el 22 de octubre de 2006. Dentro de esas reglas revisadas, los sencillos serían retirados de las listas dos semanas después de la retirada de los formatos físicos, lo que le supuso a “Crazy” caerse de la lista 11 semanas después (estando en el número cinco) y al éxito “Maneater” de Nelly Furtado desparecer también de la décima posición. A estas reglas se le añadía la ya existente de que para poder ser “candidato” a entrar en la lista, el sencillo “físico” debía haber sido puesto a la venta dentro de los últimos doce meses.
El 1 de enero de 2007, la integración de la música descargada en las listas se hizo completa cuando todas las descargas – con o sin equivalente físico – se volvieron posibles candidatas para entrar a la lista. De modo que canciones como “Chasing Cars’’ de Snow Patrol, “Money to the Bee’’ de Billie Piper o incluso “I’ll Be Missing You’’ de Puff Daddy junto a Faith Evans volvieran a la lista tiempo después de haber desaparecido de ella, en el último caso, una década después de entrar en ella.
“Blag, Steal and Borrow” by KOOPA fue la primera canción en entrar en la lista sin haber sido puesto a la venta en ningún formato físico. Después de que se cancelara su puesta a la venta, Say It Right de Nelly Furtado se convirtió en el primer hit del Top 40 en entrar y salir de la lista sin haber vendido una sola copia en ninguna tienda, mientras que “Candyman” de Christina Aguilera llegó al número 17 sin haber sido lanzado aún en las tiendas.
“Umbrella” de Rihanna se convirtió en la tercera canción (después de “Crazy” y “Grace Kelly” de Mika) en alcanzar el número 1 sólo con descargas, la segunda, después de “Crazy” en debutar en el número 1, y la primera artista femenina en hacerlo. 
Una consecuencia de estas nuevas reglas que ya se esperaba desde un principio pero que al final no ha tenido gran alcance, es que todas las canciones de un disco recién sacado a la luz podrían abarcar gran parte de las posiciones de la lista, debido a que el público podría descargar canciones individuales en vez de todo el disco al completo. A excepción de un par de canciones de Mika y de los Arctic Monkeys, no ha habido gran tendencia a que ocurriera eso. 

## Criterios para entrar en la lista
Para poder entrar en la lista, el sencillo en cuestión debe cumplir estos requisitos:
- Debe estar en uno o más de formatos “aptos”. Esos formatos aptos son CD, DVD, vinilo, casete, descarga digital y flexi disc. El Casete Compacto Digital (DCC) y el MiniDisc no son formatos aptos.
- Todos los formatos deben contener la canción en cuestión o una versión o remix de la misma.
- Solo tres formatos pueden ser incluidos en las ventas de un sencillo. La venta de cualquier formato adicional no es considerada a la hora de calcular la posición de un sencillo en la lista.
- El sencillo debe tener un precio mínimo recomendado por la distribuidora.
- Cada formato no debe tener más de 4 canciones diferentes en él, aunque cada canción puede aparecer en cualquier número de versiones diferentes.
- La duración máxima de cada formato es de 25 minutos si contiene más de una canción diferente, o 40 minutos si solo contiene una canción en múltiples versiones/remixes.
- El formato “mini CD” también contabiliza ahora para calcular posiciones en la lista.

Las regulaciones de la lista también ponen límites a cómo deben ser empaquetados o “envasados” los sencillos y qué regalos pueden ofrecerse con ellos a los compradores. Todas las regulaciones pueden descargarse en la página web de The Official UK Chart Company o pedirse por correo tradicional. 

## Emisión de la lista
BBC Radio 1 comenzó sus emisiones en 1967, y ha incluido desde entonces la emisión de la lista oficial británica de sencillos. En los primeros años, solamente se emitía el Top 20. Este fue expandiéndose, de modo que ahora se emite el Top 40. Desde marzo de 2005, se ha reformado el programa, pinchando todo el Top 20 y algunas de las canciones que se encuentran entre las posiciones #21 y #40. Actualmente, el show se emite los domingos de 4 a 7 de la tarde de la mano de Reggie Yates y su emisión se ha cancelado una sola vez en su historia (el 31 de agosto de 1997) debido a la muerte de la Princesa Diana de Gales.
Durante muchos años, la lista se descubría los martes a la hora de comer (o miércoles después de día festivo nacional) y el Top 40 de los domingos era una mera repetición de esta. Sin embargo, desde octubre de 1987, la nueva lista se emite los domingos.
La versión televisiva del “chart show”, llamado "The UK Top 40”, empezó en 2002 en el canal CBBC (Children’s BBC), parte de BBC Televisión, que emitía algunos vídeos y la cuenta atrás del Top 10. Fue presentado por Adrian Dickson y Konnie Huq desde que comenzó su emisión hasta septiembre de 2004, y después por Andrew Hayden-Smith hasta que terminó el 12 de junio de 2005.